# Juan Sforza
Juan Sebastián Sforza (* 14. Februar 2002 in Rosario) ist ein argentinisch-italienischer Fußballspieler.

## Karriere

### Verein
Von der U20 der Newell’s Old Boys stieg er im Sommer 2019 in deren zweite Mannschaft auf. Anfang 2021 bekam er dann auch einen Platz im Kader der ersten Mannschaft und bekam hier im Juli des Jahres sein Debüt in der ersten Liga. Zuvor sammelte er schon in der Copa Sudamericana einiges an Spielzeit. Nach mehr als drei Jahren hier wechselte er im Februar 2024 für eine Ablöse von 4,6 Mio. € zu Vasco da Gama nach Brasilien.

### Nationalmannschaft
Nach ein paar Einsätzen mit der argentinischen U16, in welchen er seine Mannschaft als Kapitän anleitete, nahm er mit der U17 an der Südamerikameisterschaft 2019 teil. Durch das bessere Torverhältnis gegenüber Chile sicherte er seiner Mannschaft bei dem Wettbewerb den ersten Platz, womit er dann auch mit dieser ein paar Monate später bei der Weltmeisterschaft 2019 teilnahm, wo es bis ins Achtelfinale ging. Auch hier trug er in mehreren Partien die Kapitänsbinde.
Im Oktober 2023 wurde er erstmals für die argentinische U23 für die Vorbereitung vor dem Qualifikationsturnier für Olympia nominiert. Dort kam er auch drei Mal zum Einsatz. Bei dem Turnier selbst war er auch in fast jeder Partie aktiv. Am Ende landete er mit seinem Team hier auf dem zweiten Platz der Endgruppe und qualifizierte sich so für die Spiele in Paris.